# 桂尔宫
桂尔宫是加泰罗尼亚巴塞罗那的一座住宅，由加泰罗尼亚建筑师安东尼·高迪设计，业主是加泰罗尼亚工业大亨桂尔（Eusebi Güell）。
作为安东尼·高迪作品的一部分，被联合国教科文组织列为世界遗产。
这所住宅有一个中央沙龙，用来招待上流社会的客人。客人乘马车通过前面的抛物线拱门进入，马匹可以走下舷梯，进入仆人居住的地下室的马厩，而客人登上楼梯到达接待室。主人可以通过小观景窗从楼上看到他们的客人，以便根据需要调整自己的装束。
中央沙龙有着高高的天花板，在顶部附近有小孔，在夜间，挂在外面的灯笼，形成星空的外观。
2004年，由于维修而暂停对公众开放。2008年2月1日，部分建筑重新开放。2011年4月完成所有修复工作，恢复完全开放。